# Algueros
Los algueros son trabajadores de las costas de Chile que explotan las algas para su uso industrial (elaboración de cosméticos, alimentos, o fármacos, entre otros) y para consumo humano directo. Las algas principales de consumo directo son el cochayuyo (Durvillaea antarctica) y el luche (Porphyra columbina).
De esta actividad viven comunidades costeras, principalmente, de la VI y VIII región.